# Mortorps församling
Mortorps församling var en församling inom Södra Möre kontrakt i Växjö stift inom Svenska kyrkan, i Kalmar kommun. Församlingen uppgick 2010 i Karlslunda-Mortorps församling.
Församlingskyrka var Mortorps kyrka.

## Administrativ historik
Församlingen har medeltida ursprung med en kyrka från 1200-talet.
Ur församlingen utbröts i början/mitten av 1700-talet Mortorps kapell, 1847 blev en annexförsamling och då fick namnet Oskars församling. I äldre tider bildade Mortorp församling pastorat med Hagby församling, och åtminstone 1555-1567 med Voxtorps församling.  Från 1567 utgjorde församlingen ett eget pastorat som senare inkluderade Oskars församling (Mortorps kapell) fram till 1962. 1962 utökades pastorat med Karlslunda församling och från 1977 ingick bara denna församling och Karlslunda församling i pastoratet. 1 januari 2010 uppgick församlingen i Karslunda-Mortorps församling.
Församlingskod var 088013.

## Series pastorum
| Ämbetstid     | Namn                             | Levnadstid    |
| (1444)        | Inge                             |               |
| (1507)        | Matts                            |               |
| (1526)–(1527) | Johannes Caroli                  |               |
| (1535)        | Nicolaus                         |               |
| (1535)–?      | Petrus Laurentii                 |               |
| 1568–1584     | Jonas Petri                      | trol. d. 1584 |
| 1585–1602     | Andreas Jonæ                     | d. omkr. 1602 |
| 1602–1611     | Jöns Hansson (Johannes Johannis) | d. 1611       |
| 1611–1665     | Olaus Ebberi (Moræus)            | d. 1665       |
| 1666–1694     | Nicolaus Olai Löfving            | 1620–1694     |
| 1695–1698     | Nicolaus Henrici Glyselius       | d. 1698       |
| 1699–1722     | Magnus Stagnelius                | 1655–1722     |
| 1724–1734     | Gustaf Axelsson                  | 1675–1734     |
| 1738–1748     | Petrus Lindgren                  | 1693–1748     |
| 1749–1762     | Johan Magni Ahlbaum              | 1692–1762     |
| 1765–1790     | Matthias Runkrantz               | 1716–1790     |
| 1793–1803     | Lars Bergström                   | 1743–1820     |
| 1803–1821     | Samuel Bökelund                  | 1748–1821     |
| 1824–1835     | Nils Selander                    | 1764–1835     |
| 1838–1855     | Anders Peter Källström           | 1786–1855     |
| 1857–1859     | Anders Morén                     | 1781–1859     |
| 1863–1868     | Carl August Hoflund              | 1818–1869     |
| 1868–1885     | Peter Hultkrantz                 | 1792–1885     |
| 1888          | Olof Sellström                   | 1830–1888     |
| 1889–1900     | Frans Johan Aulén                | 1847–1904     |
| 1900–1920     | Sven Johan Sandberg              | 1836–1920     |
| 1920–1932     | Gustav Ejnar Jakob Jakobsson     | 1884–1974     |

## Organister och klockare
| Ämbetstid | Namn           | Levnadstid | Övrigt                |
| --------- | -------------- | ---------- | --------------------- |
| 1727-1740 | Hans Hästsko   |            | Klockare              |
| 1744–1770 | Jacob Moberg   |            | Klockare              |
| 1775–1792 | Peter Mobäck   |            | Klockare              |
| 1805–1837 | Peter Molander | 1775–1837  | Organist och klockare |
| 1838–1839 | Nils Lundgren  | 1802–      | Organist och klockare |